# Chelifera sheni
Chelifera sheni är en tvåvingeart som beskrevs av Saigusa och Yang 2003. Chelifera sheni ingår i släktet Chelifera och familjen dansflugor. Inga underarter finns listade i Catalogue of Life.